# Götz Frömming
Götz Frömming (nascido em 30 de agosto de 1968) é um político alemão. Nascido em Eutin, Schleswig-Holstein, ele representa a Alternativa para a Alemanha (AfD). Götz Frömming é membro do Bundestag do estado de Berlim desde 2017.

## Vida
Ele tornou-se membro do bundestag após as eleições federais alemãs de 2017. Ele é membro do Comité de Educação, Pesquisa e Avaliação de Tecnologia.